# Bletia patula
Bletia patula är en orkidéart som beskrevs av William Jackson Hooker. Bletia patula ingår i släktet Bletia och familjen orkidéer. Inga underarter finns listade i Catalogue of Life.